# Cerynea
Cerynea é um gênero de traça pertencente à família Arctiidae.